# Phytoscaphina
Phytoscaphina es una subtribu de insectos coleópteros curculiónidos pertenecientes a la subfamilia Entiminae.  

## Géneros
- Afrophytoscaphus, Aphytoscaphus, Chloebius, Indophytoscaphus, Mylloceropsis, Neophytoscaphus, Oophthalmus, Oxyophthalmus, Phytoscaphus, Pseudphytoscaphus.